# C·F·里克路站
C·F·里克路站（丹麦语：C.F. Richs Vej Station）是哥本哈根市郊铁路网络中一座已停用的临时车站，位于丹麦腓特烈斯贝，为哥本哈根环线铁路的中途站，因附近的“C·F·里克路”而得名。2002年2月2日开放，2004年1月23日停用，2004年1月24日被新建车站弗林特霍尔姆站取代。在C·F·里克路站停用前，铁路可由格伦达尔站经由C·F·里克路站直通万勒瑟站，后来这一连接线被拆除。